# يوزيفينا ديلاند
يوزيفينا ديلاند (بالسويدية: Josefina Deland)‏ (ولدت في ستوكهولم يوم 1 أكتوبر 1814 – توفيت في باريس يوم 8 مارس 1890) هي ناشطة نسوية وكاتبة ومعلمة لغة فرنسية من السويد. اشتهرت لتأسيسها «جمعية المعلمات المتقاعدات» (بالسويدية: Svenska lärarinnors pensionsförening) حيث شغلت منصب الأمانة العامة في الجمعية منذ تأسيسها عام 1855 حتى عام 1859.

## حياتها
كانت يوزيفينا ابنة راقص الباليه لويس ديلاند والممثلة ماريا ديلاند. وتحدث والدها الفرنسية بعض الشيء، زارت يوزيفينا فرنسا خلال نشأتها ووعملت أستاذة فدرست اللغة الفرنسية في ستوكهولم خلال أربعينيات وخمسينيات القرن التاسع عشر. ونشرت كتاباً عن اللغة الفرنسية عام 1839.
كانت ديلاند من أنصار الفكر النسوي وغدت من الرواد النشطاء في مجال حقوق المرأة خلال المرحلة التي لم يظهر بها تنظيمات للحركة النسوية في السويد ومن الأمثلة المشابهة لديلاند الكاتبة والناشطة صوفي ساجر. وأثارت نقاشاً عاماً سنة 1852 إزاء حقيقة عدم قيام الدولة بتقديم أي معاشات للمعلمات والمشرفات المتقاعدات اللواتي غالباً ما انتهى بهن المطاف في البيوت الفقيرة والمعيشة الضنكة بعدما تقاعدن عن التدريس. وأُنشئ صندوق التقاعد الحكومي عام 1855 بفضل جهودها. وكان مطلبها الأولي يكمن في جعل تنظيم المجتمع يقوم على أيدي النساء. ووصِفَ سلوكها بالـ«عدواني» كما وسخر منه الإعلام وما زال يُتذكر بعض العبارات اللافتة في نقاشها بكلماتها: «لا يا سادتي! لا يا سادتي!». ووصفها أحد معاصريها منتقداً إياها قائلاً عنها: «"سيدةٌ رشيقةٌ ومتعرجةُ الشكلِ لديها سلوكٌ ذكوري يجعلها تبدي انطباعاً مقززاً، ولكن  خفف من ذلك الأمر بعض الشيء تألق شعرها الذهبي وعينيها المتلألئتان اللعوبتان."»
غادرت ديلاند السويد متجهةً إلى فرنسا عام 1859. وخلفتها صوفيا أهلبوم في منصب الأمانة العامة لجمعية المعلمات المتقاعدات. وأعلن عن مسرحية كوميدية عرضت في ستوكهولم تسخر منها خلال نفس العام تحت عنوان «مدموزيل غاريبالدي أو لا يا سادة لا يا سادة».